# Cruz Pérez Cuéllar
Cruz Pérez Cuéllar (Ciudad Juárez, Chihuahua, 16 de enero de 1969) es un político mexicano, miembro del Movimiento Regeneración Nacional. Fue diputado federal al Congreso de la Unión, primero como plurinominal de 1994 a 1997 y por el distrito 3 de Chihuahua de 2006 a 2009, además de diputado local al Congreso de Chihuahua de 1998 a 2001. Se desempeñó como senador por Chihuahua de 2018 a 2021 y dirigente estatal del Partido Acción Nacional en dos ocasiones. Desde el 10 de septiembre de 2021 es el Presidente Municipal de Juárez.

## Biografía
Pérez Cuéllar nació en Ciudad Juárez, Chihuahua el 16 de enero de 1969, y es abogado por la Universidad Autónoma de Ciudad Juárez de la cual se graduó en 1992.  

## Trayectoria política
Pérez Cuéllar se acercó al Partido Acción Nacional en 1986, cuando iba en preparatoria y se afilió al mismo en 1988. Cruz Pérez Cuéllar ha sido presidente estatal del PAN en Chihuahua, diputado plurinominal al Congreso de Chihuahua en la LIX Legislatura y en dos ocasiones diputado federal, a la LVI Legislatura de 1994 a 1997 de forma plurinominal y a la LX Legislatura en representación del III Distrito Electoral Federal de Chihuahua, de 2006 a 2009. 
En 2004 fue candidato a Presidente Municipal de Ciudad Juárez por la Coalición "Todos Somos Chihuahua" conformada por los partidos Partido Acción Nacional, de la Revolución Democrática y Convergencia, perdiendo la elección frente al candidato de la Coalición "Alianza con la Gente" conformada por los partidos Revolucionario Institucional, Verde Ecologista de México y del Trabajo, Héctor Murguía Lardizábal, terminando así con una hegemonía de doce años por parte de Acción Nacional en la presidencia municipal de Ciudad Juárez.
El 2 de marzo de 2008 fue elegido por segunda ocasión Presidente Estatal del PAN en Chihuahua, tras haber ganado la elección interna frente a Rocío Reza Gallegos; el 28 de abril de 2009, Pérez Cuéllar solicitó licencia como diputado federal para concentrarse en el cargo del presidente estatal del PAN. Fue Precandidato del PAN a Senador por Chihuahua, donde se presentó a una elección interna el 19 de febrero para las elecciones federales de 2012, las cuales fueron anuladas debido a irregularidades en el proceso electoral.
Para noviembre del 2014 fue suspendido por un año de sus derechos como militante en el PAN por parte del dirigente estatal Mario Vázquez Robles debido a que Pérez Cuéllar se expresó mal del partido Acción Nacional. 
El 8 de marzo de 2015 renunció al Partido Acción Nacional. En ese mismo año el partido Movimiento Ciudadano, lo postuló como candidato a gobernador externo en las elecciones de 2016, resultando finalmente en cuarto lugar, después de los candidatos Javier Corral Jurado del PAN, Enrique Serrano Escobar del PRI, y del independiente José Luis Barraza. A finales de 2016, Pérez Cuéllar inició acercamientos al partido del Movimiento de Regeneración Nacional, entonces liderado por Andrés Manuel López Obrador.  

### Senador por Chihuahua (2018-2021)
En 2018 fue postulado como candidato de Segunda Fórmula a Senador por Chihuahua en fórmula con Bertha Alicia Caraveo Camarena por la coalición Juntos Haremos Historia conformada por los partidos Movimiento Regeneración Nacional, del Trabajo y Encuentro Social para las elecciones de ese año,resultando finalmente elegido con el 36% de los votos, para el periodo 2018-2024 que abarca la LXIV Legislatura y la LXV Legislatura.

### Alcalde de Ciudad Juárez (2021-2027)
En 2020, Pérez Cuéllar se registró para ser candidato de Morena a la gubernatura de Chihuahua no obteniendo la candidatura que fue dada a Juan Carlos Loera de la Rosa impugnando el proceso aunque desistiendo luego de que fuera nombrado por segunda ocasión candidato a Presidente Municipal de Juárez para las elecciones de 2021 en las que finalmente resultó victorioso con el 48.69% de los votos.
En 2024 Pérez Cuéllar anunció su candidatura para la reelección por el Movimiento Regeneración Nacional, siendo reelegido como alcalde de Ciudad Juárez en las elecciones del 2 de junio, al recibir el 59.52% de los votos.

## Controversias

### Nexos con el exgobernador de Chihuahua César Duarte Jáquez
A mediados de 2017 durante la audiencia de vinculación a proceso de Jaime Fong Ríos se acusó que el exgobernador César Duarte Jáquez había financiado con dinero público la campaña a gobernador de Pérez Cuéllar por Movimiento Ciudadano.
El 1 de diciembre de 2020 la Fiscalía General del Estado de Chihuahua anunció que solicitaría a la Cámara de Diputados el desafuero del senador Cruz Pérez Cuéllar, por ser presuntamente responsable de haber recibido dinero público de parte del exgobernador César Duarte Jáquez.